# Higashidōri kärnkraftverk
Higashidōri kärnkraftverk (東通原子力発電所 Higashidōri genshiryoku hatsudensho?) är ett japanskt kärnkraftverk. 
Kärnkraftverket ligger i staden Higashidōri i Aomori prefektur, på Shimokita-halvön.  Det finns en reaktor på kärnkraftverket som inte varit i drift sedan 2011. Det är en kokvattenreaktor på 1100 MW som togs i drift 2005.
Det finns planer på ytterligare reaktorer av ABWR-typen.